# 沃格
沃格（法語：Veaugues，法語發音：[voɡ]）是法国谢尔省的一个市镇，位于该省东北部，属于布尔日区。

## 地理
沃格（47°15'26"N, 2°45'28"E）面积27.92 平方千米，位于法国中央-卢瓦尔河谷大区谢尔省，该省份为法国中部省份，北起卢瓦雷省，西接卢瓦-谢尔省和安德尔省，南至克勒兹省，东南接阿列省，东临涅夫勒省。
与沃格接壤的市镇（或旧市镇、城区）包括：比埃、桑塞尔地区克雷藏西、加德福尔、雅洛涅、蒙蒂尼、讷维德克洛谢、维农。

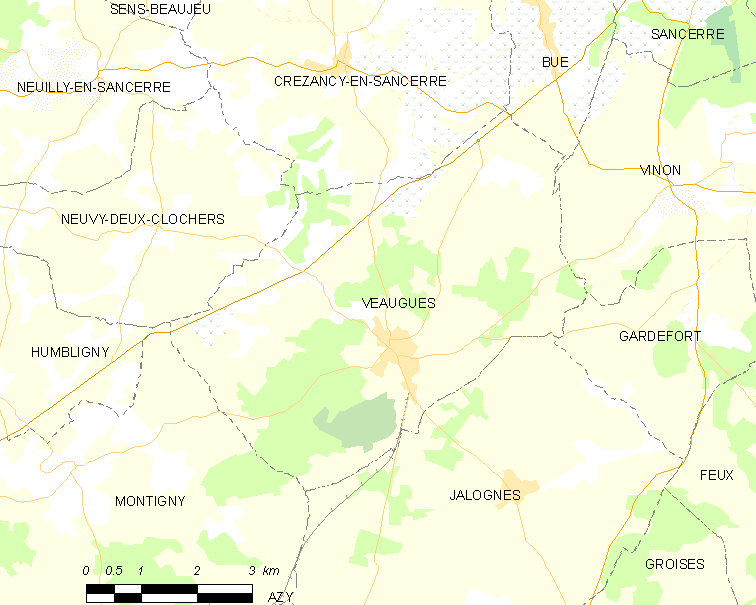
沃格的OSM定位图

沃格的时区为UTC+01:00、UTC+02:00（夏令时）。

## 行政
沃格的邮政编码为18300，INSEE市镇编码为18272。

## 政治
沃格所属的省级选区为桑塞尔县。

## 人口

1962-2008年间沃格人口变化图示

沃格于2022年1月1日时的人口数量为605人。